# Hrefnesholt
Hrefnesholt fue el nombre de una mítica fortaleza vikinga semilegendaria que aparece en el poema Beowulf, donde el rey de Götaland, Hæþcyn, tuvo retenida a la reina de los suiones durante una de las guerras entre suiones y gautas en el siglo VI. El rey sueco Ongenþeow logró rescatarla y matar a Hæþcyn, pero los refuerzos llegaron encabezados por Hygelac, asediando a los suecos en la fortaleza y venciendo a Ongenþeow que acabó muerto y Hygelac convirtiéndose en nuevo rey.
Ramshult (la forma moderna del nombre en sueco) todavía existe y donde permanece una fortaleza; está emplazada en la isla de Orust, que perteneció al territorio de los gautas en aquellos tiempos según Nordisk familjebok.